# John Ward (diplomat)
John Ward, född 1805, död 1890, var en brittisk diplomat, far till Adolphus William Ward.
John Ward blev 1845 brittisk generalkonsul i Leipzig och var 1860–1870 Englands minister hos hansestäderna. 